# Robert Daniels
Robert Daniels (ur. 30 sierpnia 1968 w Miami) – amerykański bokser i mistrz świata federacji WBA w wadze junior ciężkiej.

## Kariera zawodowa
Na zawodowych ringach debiutował 4 marca 1984 roku nokautując w pierwszej rundzie Jamesa Ropera. Swoją pierwszą porażkę poniósł już w trzecim pojedynku ulegając na punkty debiutującemu Ericowi Holleyowi. Po stoczeniu kolejnych zwycięskich pojedynków 22 kwietnia 1988 pokonał Michaela Johnsona zdobywając tytuł mistrza stanu Floryda w wadze junior ciężkiej.

### Mistrzostwo świata
Po czterech kolejnych wygranych 27 listopada 1989 stanął do pojedynku o wakujący pas WBA z byłym mistrzem WBC wagi półciężkiej oraz WBA wówczas trzydziestosześcioletnim Dwightem Muhammadem Qawim pokonując do przez niejednogłośną decyzję. W swojej pierwszej obronie 19 lipca 1990 pokonał wysoko na punkty Craiga Bodzianowskiego. 22 listopada 1990 w swojej kolejnej obronie zremisował z byłym mistrzem WBA Taoufikiem Belboulim. Swój pas stracił 8 marca 1991 przegrywając niejednogłośnie na punkty z Bobbym Czyzem.

### Dalsza kariera
Po stoczeniu sześciu zwycięskich walk z mniej wymagającymi rywalami zmierzył się z niepokonanym rosyjskim pięściarzem Siergiejem Koboziewem o pas USBA przegrywając przez techniczną decyzję w ósmej rundzie. Po utracie tytuły stoczył dziesięć pojedynków w których wygrał dziewięć a jedna została uznana za nie odbytą i 1 marca 1997 zmierzył się z doświadczonym Kennym Keene'em, pokonując go niejednogłośną decyzją i zdobywając pas mało znaczącej federacji IBA. 5 maja 1998 znokautował w dziesiątej rundzie Don Diego Poedera zdobywając pas federacji IBO. 4 lipca 1999 pokonał przez techniczny nokaut w ósmej rundzie Dereka Amosa.

### Waga ciężka
Po zwycięstwie nad Derekiem Amosem przeniósł się do wagi ciężkiej gdzie 23 stycznia 2000 przegrał jednogłośną decyzją z Lawrence'em Clayem Beyem a następnie 21 lipca 2000 został znokautowany przez Davida Tua broniącego pasów USBA oraz IBF Inter-Continental wagi ciężkiej.

### Powrót do wagi junior ciężkiej
Po nieudanej przygodzie w wadze ciężkiej powrócił do wagi junior ciężkiej i po stoczeniu sześciu zwycięskich walk 5 grudnia 2003 w pojedynku o wakujący pas WBO NABO uległ jednogłośnie na punkty Jermellowi Barnesowi. 6 czerwca 2004 stanął do walki o wakujące pasy NABF oraz WBO NABO gdzie jego przeciwnikiem był Dale Brown przegrywając niejednogłośnie na punkty. Daniels stoczył jeszcze sześć pojedynków przegrywając dwa ostatnie z Aldo Colliander, po których zakończył karierę w 2007 roku.